# Бандузийский источник
Гораций Оды 3.13
О, прозрачней стекла воды Бандузии!

Сладких вин и Цветов жертвы достойны вы.

      Завтра ждите козленка, —

          Рожки вздулись на лбу его,

Чувств любовных и битв скорых предвестники:

Тщетно! Кровию вам красной окрасит он

      Струй холодных потоки —

          Отпрыск стада веселого.

Вас тяжелой порой огненный Сириус

Жечь бессилен; волам, в поле измученным,

      Иль бродячему стаду

          В вашей сладостно свежести.

Славны будете вы: песнею громкою

Я прославлю, поэт, дуб, что над гротами

      Вырос, где говорливо

          Ваш поток низвергается.

Шатерников Н. И., «Гораций: Оды», М., 1935.
Бандузийский источник (лат. fons Bandusiae, fontem Bandusium) — природный источник, прославленный Горацием. Его местоположение до сих пор неизвестно. Одни считают что его следует искать в долине Дигенции (расположено на правом берегу реки Аниена), вблизи сабинского поместья поэта, а по мнению других — в окрестностях Венузии, где родился сам Гораций.

## История
Ода была написана Горацием в честь праздника Fontinalia (римский религиозный праздник, отмечаемый 13 октября), во время которого в лучшие источники Рима бросали цветы и лили вино. Таким образом, бандузийский источник удостоится чести быть прославленным в оде.
В честь Бандузийского источника назван астероид (597) Бандузия, открытый в 1906 году.